# Willstätterov čavlić
Willstätterov čavlić je vrsta sitnog laboratorijskog pribora koja se koristi za filtriranje malih količina krupnijih kristala ili, u kombinaciji s komadićem filtar-papira, vrlo sitnih količina taloga.
To je stakleni štapić duljine 2-3 cm, pri kraju spljošten u pločicu promjera 0.5-1 cm. Postavlja se u običan lijevak za filtriranje tako da pločica čavlića zatvara grlo lijevka. Zbog nesavršenosti u staklu lijevka i čavlića, vakuumskom filtracijom moguće je isisavati tekućinu iz lijevka, tako da na njemu ostanu kristali ili talog.
Willstätterovi čavlići danas se sve manje koriste. Nekada važan dio pribora, danas ih malo tko proizvodi, jer su ih posve zamijenili pribori s pločicama od sinteriranog stakla.
Čavlić je izumio njemački kemičar Richard Martin Willstätter.